# Élections législatives de 2017 dans les Hautes-Pyrénées
Les élections législatives françaises de 2017 se déroulent les 11 et 18 juin 2017. Dans le département des Hautes-Pyrénées, deux députés sont à élire dans le cadre de deux circonscriptions.

## Élus
| Circonscription | Député sortant | Parti | Parti | Député élu ou réélu     | Parti | Parti |
| --------------- | -------------- | ----- | ----- | ----------------------- | ----- | ----- |
| 1re             | Jean Glavany   |       | PS    | Jean-Bernard Sempastous |       | LREM  |
| 2e              | Jeanine Dubié  |       | PRG   | Jeanine Dubié           |       | PRG   |

## Rappel des résultats départementaux des élections de 2012
| Parti          | Parti                             | Premier tour | Premier tour | Second tour | Second tour | Sièges |  |
| Parti          | Parti                             | Voix         | %            | Voix        | %           | Sièges |  |
| -------------- | --------------------------------- | ------------ | ------------ | ----------- | ----------- | ------ |  |
|                | Parti socialiste                  | 25 163       | 23,73        | 33 413      | 33,42       | 1      |  |
|                | Parti radical de gauche           | 22 732       | 21,44        | 32 403      | 32,41       | 1      |  |
|                | Europe Écologie Les Verts         | 3 455        | 3,26         |             |             | 0      |  |
|                | Majorité présidentielle           | 51 350       | 48,42        | 65 816      | 65,82       | 2      |  |
|                |                                   |              |              |             |             |        |  |
|                | Parti radical                     | 14 122       | 13,32        | 16 523      | 16,53       | 0      |  |
|                | Union pour un mouvement populaire | 13 720       | 12,94        | 17 648      | 17,65       | 0      |  |
|                | Divers droite dont DLR et PCD     | 667          | 0,63         |             |             | 0      |  |
|                | Droite parlementaire              | 28 509       | 26,88        | 34 171      | 34,18       | 0      |  |
|                |                                   |              |              |             |             |        |  |
|                | Front de gauche                   | 12 462       | 11,75        |             |             | 0      |  |
|                | Front national                    | 9 511        | 8,97         | 0           |             |        |  |
|                | Mouvement démocrate               | 2 425        | 2,29         | 0           |             |        |  |
|                | Extrême gauche dont LO et NPA     | 1 323        | 1,25         | 0           |             |        |  |
|                | Mouvement écologiste indépendant  | 467          | 0,44         | 0           |             |        |  |
|                |                                   |              |              |             |             |        |  |
| Inscrits       | Inscrits                          | 177 378      | 100,00       | 177 406     | 100,00      | 2      |  |
| Abstentions    | Abstentions                       | 69 193       | 39,01        | 72 852      | 41,07       |        |  |
| Votants        | Votants                           | 108 185      | 60,99        | 104 554     | 58,93       |        |  |
| Blancs et nuls | Blancs et nuls                    | 2 138        | 1,98         | 4 567       | 4,37        |        |  |
| Exprimés       | Exprimés                          | 106 047      | 98,02        | 99 987      | 95,63       |        |  |

## Résultats

### Résultats à l'échelle du département
|                                                     |                           |                           |                           |                          |                          |
|                                                     |                           | Premier tour 11 juin 2017 | Premier tour 11 juin 2017 | Second tour 18 juin 2017 | Second tour 18 juin 2017 |
|                                                     |                           |                           |                           |                          |                          |
|                                                     |                           | Nombre                    | % des inscrits            | Nombre                   | % des inscrits           |
| Inscrits                                            | Inscrits                  | 177 659                   | 100,00                    | 177 651                  | 100,00                   |
| Abstentions                                         | Abstentions               | 83 422                    | 46,96                     | 93 637                   | 52,71                    |
| Votants                                             | Votants                   | 94 237                    | 53,04                     | 84 014                   | 47,29                    |
|                                                     |                           |                           | % des votants             |                          | % des votants            |
| Bulletins blancs                                    | Bulletins blancs          | 1 884                     | 2,00                      | 5 896                    | 7,02                     |
| Bulletins nuls                                      | Bulletins nuls            | 1 246                     | 1,32                      | 3 300                    | 3,93                     |
| Suffrages exprimés                                  | Suffrages exprimés        | 91 107                    | 96,68                     | 74 818                   | 89,05                    |
|                                                     |                           |                           |                           |                          |                          |
| Étiquette politique                                 | Étiquette politique       | Voix                      | % des exprimés            | Voix                     | % des exprimés           |
|                                                     |                           |                           |                           |                          |                          |
|                                                     | La République en marche ! | 34 249                    | 37,59                     | 40 486                   | 54,11                    |
|                                                     | La France insoumise       | 13 362                    | 14,67                     | 16 102                   | 21,52                    |
|                                                     | Front national            | 9 991                     | 10,97                     |                          |                          |
|                                                     | Parti radical de gauche   | 7 615                     | 8,36                      | 18 230                   | 24,37                    |
|                                                     | Parti socialiste          | 6 583                     | 7,23                      |                          |                          |
|                                                     | Les Républicains          | 6 523                     | 7,16                      |                          |                          |
|                                                     | Parti communiste français | 4 107                     | 4,51                      |                          |                          |
|                                                     | Écologiste                | 3 072                     | 3,37                      |                          |                          |
|                                                     | Divers                    | 1 949                     | 2,14                      |                          |                          |
|                                                     | Divers droite             | 1 370                     | 1,50                      |                          |                          |
|                                                     | Debout la France          | 1 271                     | 1,40                      |                          |                          |
|                                                     | Extrême gauche            | 731                       | 0,80                      |                          |                          |
|                                                     | Divers gauche             | 284                       | 0,31                      |                          |                          |
| Source : Ministère de l'Intérieur - Hautes-Pyrénées |                           |                           |                           |                          |                          |

- Remarque : En raison des arrondis à la deuxième décimale, la somme des pourcentages peut ne pas être égale à 100%.

### Résultats par circonscription

#### Première circonscription
Député sortant : Jean Glavany (Parti socialiste).
|                                                                                  |                                                       |                           |                           |                          |                          |
|                                                                                  |                                                       | Premier tour 11 juin 2017 | Premier tour 11 juin 2017 | Second tour 18 juin 2017 | Second tour 18 juin 2017 |
|                                                                                  |                                                       |                           |                           |                          |                          |
|                                                                                  |                                                       | Nombre                    | % des inscrits            | Nombre                   | % des inscrits           |
| Inscrits                                                                         | Inscrits                                              | 88 323                    | 100,00                    | 88 311                   | 100,00                   |
| Abstentions                                                                      | Abstentions                                           | 41 683                    | 47,19                     | 45 257                   | 51,25                    |
| Votants                                                                          | Votants                                               | 46 640                    | 52,81                     | 43 054                   | 48,75                    |
|                                                                                  |                                                       |                           | % des votants             |                          | % des votants            |
| Bulletins blancs                                                                 | Bulletins blancs                                      | 1 181                     | 2,53                      | 2 500                    | 5,81                     |
| Bulletins nuls                                                                   | Bulletins nuls                                        | 409                       | 0,88                      | 1 421                    | 3,30                     |
| Suffrages exprimés                                                               | Suffrages exprimés                                    | 45 050                    | 96,59                     | 39 133                   | 90,89                    |
|                                                                                  |                                                       |                           |                           |                          |                          |
| Candidat Étiquette politique (partis et alliances)                               | Candidat Étiquette politique (partis et alliances)    | Voix                      | % des exprimés            | Voix                     | % des exprimés           |
|                                                                                  |                                                       |                           |                           |                          |                          |
|                                                                                  | Jean-Bernard Sempastous La République en marche !     | 19 437                    | 43,15                     | 23 031                   | 58,85                    |
|                                                                                  | Sylvie Ferrer La France insoumise                     | 6 949                     | 15,43                     | 16 102                   | 41,15                    |
|                                                                                  | Jean Glavany (député sortant) Parti socialiste        | 6 583                     | 14,61                     |                          |                          |
|                                                                                  | Geneviève Comont Front national                       | 4 885                     | 10,84                     |                          |                          |
|                                                                                  | Philippe Lacoume Parti communiste français            | 1 893                     | 4,20                      |                          |                          |
|                                                                                  | Henri Lourdou Europe Écologie Les Verts               | 1 520                     | 3,37                      |                          |                          |
|                                                                                  | Jean-Bernard Achard Divers droite (Résistons)         | 1 370                     | 3,04                      |                          |                          |
|                                                                                  | Laurent Verdoux Divers (Union populaire républicaine) | 605                       | 1,34                      |                          |                          |
|                                                                                  | Habib Labed Debout la France                          | 557                       | 1,24                      |                          |                          |
|                                                                                  | Quentin Caulliez Divers (Parti animaliste)            | 413                       | 0,92                      |                          |                          |
|                                                                                  | Maria Saez Lutte ouvrière                             | 348                       | 0,77                      |                          |                          |
|                                                                                  | Véronique Carrère Divers gauche (Nouvelle Donne)      | 284                       | 0,63                      |                          |                          |
|                                                                                  | Raphaël Isla Divers (Parti pirate)                    | 206                       | 0,46                      |                          |                          |
|                                                                                  | Thierry Giron Divers                                  | 0                         | 0,00                      |                          |                          |
| Source : Ministère de l'Intérieur - Première circonscription des Hautes-Pyrénées |                                                       |                           |                           |                          |                          |

- Remarque : En raison des arrondis à la deuxième décimale, la somme des pourcentages peut ne pas être égale à 100%.

#### Deuxième circonscription
Député sortant : Jeanine Dubié (Parti radical de gauche).
|                                                                                  |                                                                       |                           |                           |                          |                          |
|                                                                                  |                                                                       | Premier tour 11 juin 2017 | Premier tour 11 juin 2017 | Second tour 18 juin 2017 | Second tour 18 juin 2017 |
|                                                                                  |                                                                       |                           |                           |                          |                          |
|                                                                                  |                                                                       | Nombre                    | % des inscrits            | Nombre                   | % des inscrits           |
| Inscrits                                                                         | Inscrits                                                              | 89 343                    | 100,00                    | 89 340                   | 100,00                   |
| Abstentions                                                                      | Abstentions                                                           | 42 045                    | 47,06                     | 48 380                   | 54,15                    |
| Votants                                                                          | Votants                                                               | 47 298                    | 52,94                     | 40 960                   | 45,85                    |
|                                                                                  |                                                                       |                           | % des votants             |                          | % des votants            |
| Bulletins blancs                                                                 | Bulletins blancs                                                      | 883                       | 1,87                      | 3 396                    | 8,29                     |
| Bulletins nuls                                                                   | Bulletins nuls                                                        | 357                       | 0,75                      | 1 879                    | 4,59                     |
| Suffrages exprimés                                                               | Suffrages exprimés                                                    | 46 058                    | 97,38                     | 35 685                   | 87,12                    |
|                                                                                  |                                                                       |                           |                           |                          |                          |
| Candidat Étiquette politique (partis et alliances)                               | Candidat Étiquette politique (partis et alliances)                    | Voix                      | % des exprimés            | Voix                     | % des exprimés           |
|                                                                                  |                                                                       |                           |                           |                          |                          |
|                                                                                  | Marie-Agnès Staricky La République en marche !                        | 14 813                    | 32,16                     | 17 455                   | 48,91                    |
|                                                                                  | Jeanine Dubié (députée sortante) Parti radical de gauche              | 7 615                     | 16,53                     | 18 230                   | 51,09                    |
|                                                                                  | Clément Menet Les Républicains (Union des démocrates et indépendants) | 6 523                     | 14,16                     |                          |                          |
|                                                                                  | Charles Rocheteau La France insoumise                                 | 6 413                     | 13,92                     |                          |                          |
|                                                                                  | Olivier Monteil Front national                                        | 5 106                     | 11,09                     |                          |                          |
|                                                                                  | Marie-Pierre Vieu Parti communiste français (Front de gauche)         | 2 215                     | 4,81                      |                          |                          |
|                                                                                  | Cécile Bourdeu d'Aguerre Europe Écologie Les Verts                    | 1 171                     | 2,54                      |                          |                          |
|                                                                                  | Pauline Bach-Lapize Debout la France                                  | 714                       | 1,55                      |                          |                          |
|                                                                                  | Sabrina Verdier Divers (Parti animaliste)                             | 493                       | 1,07                      |                          |                          |
|                                                                                  | François Meunier Lutte ouvrière                                       | 383                       | 0,83                      |                          |                          |
|                                                                                  | Albert Danjau Écologiste (Mouvement écologiste indépendant)           | 381                       | 0,83                      |                          |                          |
|                                                                                  | Nathalie Volpe Fatmi Divers (Union populaire républicaine)            | 231                       | 0,50                      |                          |                          |
| Source : Ministère de l'Intérieur - Deuxième circonscription des Hautes-Pyrénées |                                                                       |                           |                           |                          |                          |

- Remarque : En raison des arrondis à la deuxième décimale, la somme des pourcentages peut ne pas être égale à 100%.